# Limnephilus diversus
Limnephilus diversus là một loài Trichoptera trong họ Limnephilidae. Chúng phân bố ở miền Tân bắc.